# Operador rotacional quàntic

Operador de rotació que actua sobre una funció d'ona.

Els operadors rotacionals, les seves representacions matricials i el seu efecte sobre els estats quàntics són una part essencial de la mecànica quàntica dels sistemes microscòpics. Tractaments a nivell de grau d'aquest tema (cf. Gottfried 1966; Shankar 1980; Messiah 1966; Schiff 1968; Merzbacher 1970; Sakurai 1985; Bohm 1979; Cohen-Tannoudji et al. 1977) l'operador de rotació d'Hilbert i la introducció de l'espai La parametrització de l'angle d'Euler de les rotacions condueix a curt termini a les matrius de rotació de Wigner. Aquestes matrius, al seu torn, s'utilitzen àmpliament en una varietat d'aplicacions.

## Rotacions mecàniques quàntiques
Amb cada rotació física {\displaystyle R}, postulem un operador de rotació mecànica quàntica {\displaystyle D(R)} que fa girar els estats mecànics quàntics.
{\displaystyle |\alpha \rangle _{R}=D(R)|\alpha \rangle }Pel que fa als generadors de rotació,
{\displaystyle D(\mathbf {\hat {n}} ,\phi )=\exp \left(-i\phi {\frac {\mathbf {\hat {n}} \cdot \mathbf {J} }{\hbar }}\right),} on {\displaystyle \mathbf {\hat {n}} } és l'eix de rotació, {\displaystyle \mathbf {J} } és el moment angular, i {\displaystyle \hbar } és la constant de Planck reduïda.

## L'operador de translació
L'operador de rotació {\displaystyle \operatorname {R} (z,\theta )}, amb el primer argument {\displaystyle z} indicant l'eix de rotació i el segon {\displaystyle \theta } l'angle de rotació, pot funcionar mitjançant l'operador de translació {\displaystyle \operatorname {T} (a)} per a rotacions infinitesimals com s'explica a continuació. Per això, primer es mostra com l'operador de translació està actuant sobre una partícula a la posició x (la partícula es troba llavors en l'estat {\displaystyle |x\rangle } segons la mecànica quàntica).
Translació de la partícula en posició {\displaystyle x} a posicionar {\displaystyle x+a}: {\displaystyle \operatorname {T} (a)|x\rangle =|x+a\rangle }
Com que una translació de 0 no canvia la posició de la partícula, tenim (amb 1 significa l'operador d'identitat, que no fa res):
{\displaystyle \operatorname {T} (0)=1}{\displaystyle \operatorname {T} (a)\operatorname {T} (da)|x\rangle =\operatorname {T} (a)|x+da\rangle =|x+a+da\rangle =\operatorname {T} (a+da)|x\rangle \Rightarrow \operatorname {T} (a)\operatorname {T} (da)=\operatorname {T} (a+da)}El desenvolupament de Taylor dóna:
{\displaystyle \operatorname {T} (da)=\operatorname {T} (0)+{\frac {d\operatorname {T} (0)}{da}}da+\cdots =1-{\frac {i}{\hbar }}p_{x}da} amb
{\displaystyle p_{x}=i\hbar {\frac {d\operatorname {T} (0)}{da}}}D'això segueix:
{\displaystyle \operatorname {T} (a+da)=\operatorname {T} (a)\operatorname {T} (da)=\operatorname {T} (a)\left(1-{\frac {i}{\hbar }}p_{x}da\right)\Rightarrow {\frac {\operatorname {T} (a+da)-\operatorname {T} (a)}{da}}={\frac {d\operatorname {T} }{da}}=-{\frac {i}{\hbar }}p_{x}\operatorname {T} (a)}Aquesta és una equació diferencial amb la solució
{\displaystyle \operatorname {T} (a)=\exp \left(-{\frac {i}{\hbar }}p_{x}a\right).}A més, suposem un hamiltonià {\displaystyle H} és independent de la {\displaystyle x} posició. Perquè l'operador de traducció es pot escriure en termes de {\displaystyle p_{x}}, i {\displaystyle [p_{x},H]=0}, ho sabem {\displaystyle [H,\operatorname {T} (a)]=0.} Aquest resultat significa que es conserva el moment lineal del sistema.